# 浸透圧ショック

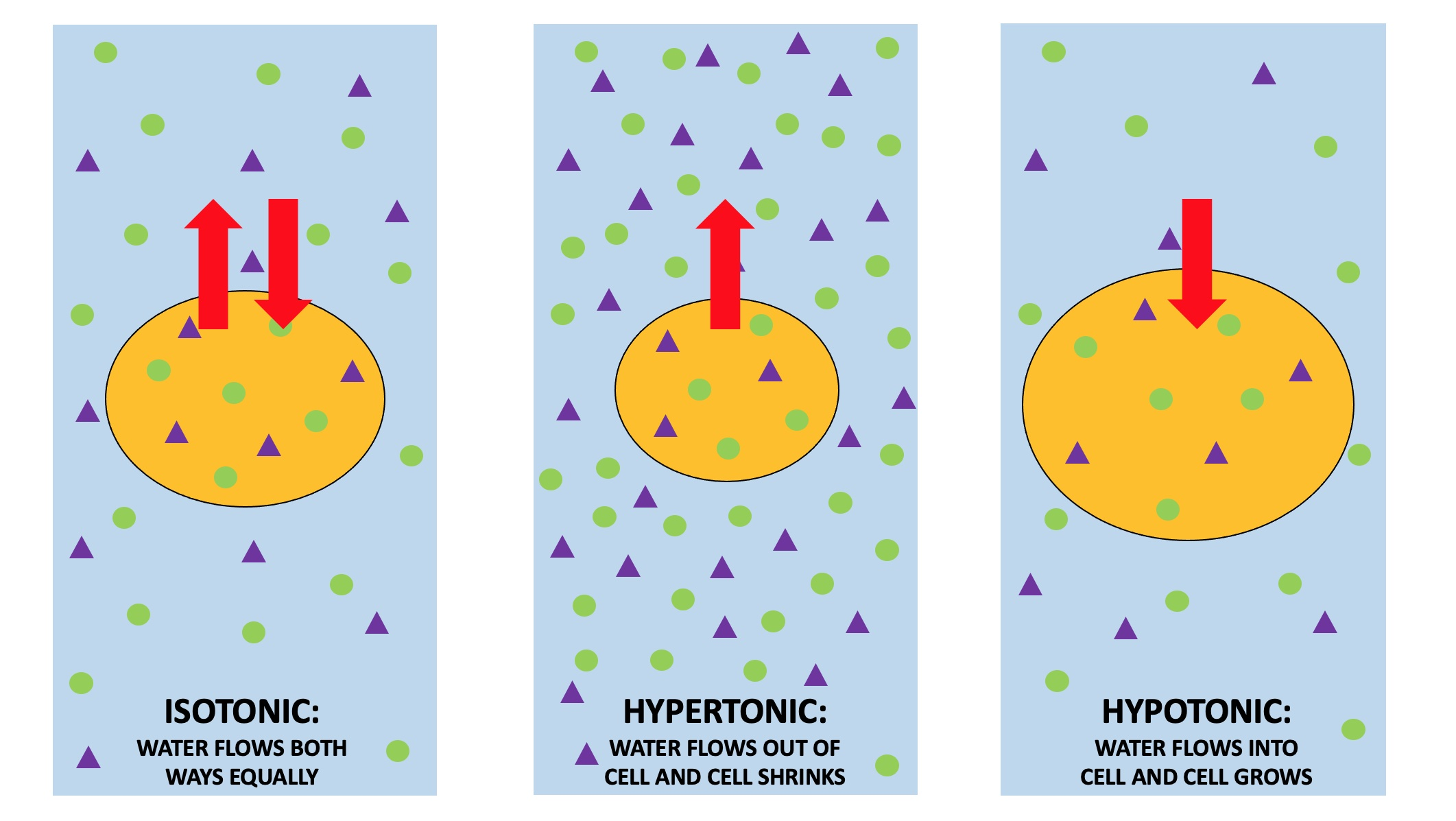
等浸透圧（isotonic）溶液中では、細胞内外への水の移動は等しい。高浸透圧（hypertonic）溶液中では、水は細胞外へ流出し、細胞は収縮する。低浸透圧（hyporonic）溶液中では、水は細胞内へ流入し、細胞は膨潤する。

浸透圧ショック（しんとうあつショック、英: osmotic shock）または浸透圧ストレス（しんとうあつストレス、英: osmotic stress）は、細胞周囲の溶質濃度（浸透圧）の急激な変化によって引き起こされる生理的機能不全である。こうした条件下では、細胞膜を越える水輸送に急激な変化が生じる。高浸透圧条件下（塩や基質、その他何らかの溶質濃度が高い状態）では、浸透圧によって水は細胞から流出する。こうした条件下では、基質や補因子の輸送も阻害され、そのため細胞は「ショック」状態となる。反対に、低浸透圧条件下（溶質濃度が低い状態）では水が細胞内に大量に流入し、細胞は膨潤して破裂するか、もしくはアポトーシスが引き起こされる。
全ての生物は浸透圧ショックに応答する機構を備えている。細胞には周囲の浸透圧に関する情報をもたらすセンサーやシグナル伝達ネットワークが存在し、こうしたシグナルは極限的状況に対処するための応答を活性化する。細胞壁を持つ細胞は、細胞壁が細胞の形状を維持する役割を果たすため、浸透圧ショックへの耐性が高い傾向にある。単細胞生物は環境に直接さらされているため浸透圧に対して脆弱であるが、哺乳類のような大きな動物も一部の条件下ではこうしたストレスを受けることがある。現在の研究においても、細胞や組織への浸透圧ストレスがヒトの多くの疾患に大きく寄与している可能性が示唆されている。
真核生物では、カルシウムが浸透圧ストレスに対する主要な調節因子の1つとして作用する。高浸透圧ストレスや低浸透圧ストレス下では、細胞内のカルシウム濃度が上昇する。

## ストレスからの回復と耐性の機構

### 高浸透圧ストレス
カルシウムは、高浸透圧ストレスと低浸透圧ストレスの双方において、ストレスからの回復と耐性に大きな役割を果たしている。高浸透圧ストレス条件下では細胞内のカルシウム濃度は上昇し、この現象はセカンドメッセンジャー経路の活性化に重要な役割を果たしている可能性がある。
カルシウムを介したセカンドメッセンジャー経路によって活性化される因子の1つが、MAPキナーゼHog1である。Hog1は高浸透圧ストレス条件下で活性化され、ストレス後の細胞内のグリセロール産生の増加を担う。より具体的には、Hog1はグリセロールの産生や取り込みを担う遺伝子を活性化するシグナルを核へ送ることで機能する。 

### 低浸透圧ストレス
低浸透圧ストレスからの回復は、主にいくつかのイオンや分子の流入や流出によって行われる。回復過程では細胞外のカルシウムの流入が生じることが示されており、それによって細胞の透過性が変化している可能性がある。
低浸透圧ストレスは、ATPの細胞外への放出とも関連している。ATPはプリン受容体を活性化するために利用される。これらの受容体は、細胞膜の両側でナトリウム・カリウム濃度を調節している。
一部の生物では、低浸透圧ストレスと関連したアミノ酸の流出はフェノチアジンによって阻害される。